# Stupeň B1038 Falconu 9
Stupeň B1038 Falconu 9 je první stupeň rakety Falcon 9 verze Block 3 vyráběné společností SpaceX. Poprvé tento první stupeň letěl v srpnu 2017 při misi Formosat-5, kdy úspěšně přistál na plošině Just Read the Instructions pouhých 70 centimetrů od středu terče. Následně byl stupeň zrenovován a byl použit při misi Paz.

## Historie letů
| Číslo použití | Datum startu (UTC)   | Let číslo | Náklad     | Start | Místo startu | Přistání | Místo přistání | Poznámky      |
| ------------- | -------------------- | --------- | ---------- | ----- | ------------ | -------- | -------------- | ------------- |
| 1             | 24. srpna 2017 18:51 | 40        | Formosat-5 |       | VAFB SLC-4E  |          | JRTI           |               |
| 2             | 22. února 2018       | 49        | Paz        |       | VAFB SLC-4E  |          |                | Bez přistání. |